# Xian de Xintian
Le xian de Xintian (新田县 ; pinyin : Xīntián Xiàn) est un district administratif de la province du Hunan en Chine. Il est placé sous la juridiction de la ville-préfecture de Yongzhou.

## Démographie
La population du district était de 370 314 habitants en 1999.